# Kür Qaraqaşlı
Kür Qaraqaşlı är en ort i Azerbajdzjan.   Den ligger i distriktet Saljan, i den sydöstra delen av landet, 120 km sydväst om huvudstaden Baku. Antalet invånare är 2 484.
Terrängen runt Kür Qaraqaşlı är mycket platt. Närmaste större samhälle är Salyan, 1,8 km norr om Kür Qaraqaşlı.
Trakten runt Kür Qaraqaşlı består till största delen av jordbruksmark. Runt Kür Qaraqaşlı är det ganska glesbefolkat, med 48 invånare per kvadratkilometer.